# Tossal del Solà (Sarroca de Bellera)
El Tossal del Solà és una muntanya de 1.356,2 m d'altitud del terme municipal de Sarroca de Bellera, del Pallars Jussà, però dins de l'antic terme de Benés, de l'Alta Ribagorça, agregat el 1970 a Sarroca de Bellera.
És a la part nord-oriental d'aquest terme municipal, a prop i al nord-est del poble de Sentís, al sud-oest del de Benés. Té al seu costat nord-oest la Picorra.